# Stoke Rochford
Stoke Rochford – wieś w Anglii, w hrabstwie Lincolnshire. Leży 45 km na południe od Lincoln i 153 km na północ od Londynu.